# Maria Ana Mogas Fontcuberta
Maria Ana Mogas Fontcuberta (Les Franqueses del Vallès, 31 de Janeiro de 1827 – Fuencarral, Madrid, 3 de Julho de 1886), foi uma freira espanhola e a fundadora da Congregação das Religiosas Franciscanas Missionárias da Mãe do Divino Pastor. Foi beatificada no dia 6 de Outubro de 1996 pelo Papa João Paulo II.